# Ивайло Самарджиев
Ивайло Стефанов Самарджиев е български футболист, полузащитник, състезател на ФК Оборище (Панагюрище).
Роден е в град Петрич, юноша на местния Беласица. Играе в ПФК Чавдар (Бяла Слатина), но през лятото на 2011 година напуска и прекратява договора по вина на клуба заради неизплатени заплати.
През август 2011 г. подписва със Сливнишки герой за срок от 2 години, който прекратява през 2012 г., след като отбора изпада от професионалния футбол. От лятото на 2012 г. е във ФК Оборище (Панагюрище). През януари 2013 година преминава проби в тима на ПФК Миньор (Перник).